# Барановський Валентин Дмитрович
Барановський Валентин Дмитрович (*1 травня 1944 року — †11 січня 2016 року) — український геодезист, фотограмметрист, кандидат технічних наук, доцент географічного факультету Київського національного університету імені Тараса Шевченка.

## Біографія
Народився 1 травня 1944 року, в селі Піщаниця Овруцького району Житомирської області. У 1962–1970 роках навчався на кафедрі інженерної геодезії Київського інженерно-будівельного інституту. Працював на топографо-геодезичному виробництві. З 1979 року працював у науково-дослідній частині Київського університету. З 1988 року працював на географічному факультеті Київського університету асистентом, а з 1993 року доцентом на кафедрі геодезії та картографії. Кандидатська дисертація «Розробка та вдосконалення методів визначення спектрально-статистичних характеристик морських хвиль, заснованих на застосуванні стереофотограмметричної зйомки» (під науковим керівництвом професора В. М. Сердюкова). Викладав нормативні та спеціальні курси:
- «Математична обробка вимірів»,
- «Математична картографія»,
- «Програмування геодезичних задач»,
- «Інформатика»,
- «Цифрова фотограмметрія».

## Наукові праці
Сфера наукових досліджень: математична обробка результатів геодезичних вимірювань, геоінформатика, геодезія та кадастр, прикладна фотограмметрія. Один із авторів обчислення Географічного центру України (село Мар'янівка Черкаської області, версія 2003 року). Автор 50 наукових праць. Основні праці:
1. (рос.) Топография с основами геодезии: Учебник. — К., 1986 (у співавторстві);
2. Дослідження картографічних проекцій для цифрової карти України. — К., 1994;
3. Топографія з основами геодезії: Підручник. — К., 1995 (у співавторстві);
4. Визначення елементів орієнтування знімків у прикладній фотограмметрії. — К., 1996 (у співавторстві).